# بيتر بيلامي
بيتر بيلامي (بالإنجليزية: Peter Bellamy) هو موسيقي بريطاني، ولد في 8 سبتمبر 1944، وتوفي في 19 سبتمبر 1991.

## وصلات خارجية
- بيتر بيلامي على موقع ميوزك برينز (الإنجليزية)
- بيتر بيلامي على موقع أول ميوزيك (الإنجليزية)
- بيتر بيلامي على موقع ديسكوغز (الإنجليزية)